# David Albelda
David Albelda Aliqués (født 1. september 1976 i La Pobla Llarga, Spanien) er en tidligere spansk fodboldspiller, der spillede som defensiv midtbanespiller. David spillede i Valencia CF fra 1995 til 2013. Han blev kun afbrudt af 2 lejeophold, begge i Villareal.
Med Valencia har Albelda været med til at vinde to spanske mesterskaber, en pokaltitel, samt både UEFA Cuppen og UEFA Super Cuppen i 2004.

## Landshold
Albelda står (pr. marts 2011) noteret for hele 51 kampe for Spaniens landshold, som han debuterede for den 5. september 2001 i et opgør mod Liechtenstein. Efterfølgende har han repræsenteret Spanien ved både VM i 2002, EM i 2004, samt VM i 2006. 

## Titler
La Liga
- 2002 og 2004 med Valencia CF

Copa del Rey
- 2008 med Valencia CF

UEFA Cup
- 2004 med Valencia CF

UEFA Super Cup
- 2004 med Valencia CF